# Бельгард, Александр Карлович
 Александр Карлович Бельгард (1855—1921) — русский государственный деятель, полтавский губернатор; тайный советник, камергер.

## Биография
Потомок древнего французского дворянского рода. Родился в 1855 году в Ефремовском уезде Тульской губернии в семье генерал-лейтенанта Карла Александровича Бельгарда.
Один год проучился в школе Карла Мая: 1864/1865 — во втором классе. Затем получал среднее образование в Швейцарии. В 1871 году, окончив Пажеский корпус, 11 августа вступил на службу из камер-пажей корнетом в Кавалергардский полк. В 1872 году утвержден делопроизводителем полкового суда, в 1873 году — исполняющий должность полкового адъютанта, в 1874 году — полкового казначея, затем полкового квартирмейстера. После запрещения врачами в 1875 году ездить верхом, вышел в отставку и определён в Департамент внутренних сношений Министерства иностранных дел чиновником сверх штата и после успешно выдержанного «дипломатического экзамена» был назначен состоять в канцелярии министерства. В 1877 году, 16 января, переведён в ведомство Министерства юстиции чиновником особых поручений VI класса
В 1878 году был командирован в распоряжение прокурора Московской судебной палаты и тогда же был избран почётным мировым судьёй Ефремовского уезда. В 1881 году он избран в почётные попечители Ефремовской мужской прогимназии. В 1884 году утверждён попечителем Тульского реального училища, в 1886 году избран Ефремовским уездным предводителем дворянства, а в 1887 году председателем съезда мировых судей Ефремовского округа. В 1890 году назначен членом попечительного совета Ефремовской женской прогимназии и в 1891 году пожалован в звание камергера Двора Его Величества.
В апреле 1892 года был назначен Харьковским вице-губернатором, а 9 марта 1896 года — Полтавским губернатором; с 14 мая 1896 года — действительный статский советник.

19-го марта Александр Карлович прибыл в Полтаву, в качестве губернатора. <…> нового губернатора, которого в зале губернаторской квартиры встретили священник с причтом — и отслужили молебен. 21-го числа, в том же зале, совершился прием губернатором должностных лиц <…> 22 марта, прибыл и новый вице-губернатор Константин Александрович Балясный <…> С назначением Александра Карловича Бельгарда и с приездом его в Полтаву в чиновничьем мире и лично для меня началась удивительно спокойная, и какая-то, можно сказать, светлая полоса существования.
Природная мягкость Александра Карловича и душевное изящество сказывались во всем его существе, в обращении с подчиненными, в отношениях со всеми, кому приходилось сталкиваться с ним. Я должен оговориться, что отмечая это, имею в виду чисто личные качества и отношения А. К. Бельгарда и не касаюсь его административных действий и губернаторских распоряжений. <…> А. К. Бельгард был светский человек — в лучшем значении этого слова, общительный необыкновенно, радушный и хлебосольный хозяин. Губернаторский дом, благодаря этим качествам нового губернатора, а также и приветливости и любезности его супруги Эмилии Павловны, равно как двух их прелестных дочерей, скоро сделался центром местной светской жизни и редкий день проходил в нем без гостей, званных обедов или завтраков, танцевальных вечеров, домашних спектаклей и т. п.
— Иваненко Д. А. Записки и воспоминания 1888—1908 г.г
В апреле 1902 года он был уволен с должности Полтавcкого губернатора c причиcлением к Министерству внутренних дел с оставлением в придворном звании. Власти были недоволны нерешительностью и недостаточной жёстокостью в подавлении крестьянcких бунтов в Полтавской и Харьковской губерниях — по воспоминаниям современников, Бельгард даже «плакал во время исполнения телесных наказаний». Уволен «по прошению от cлужбы c оставлением мундира» 18 ноября 1905 года и 4 февраля 1906 года ему была назначена пенcия в уcиленном размере по 3000 рублей в год.
Жил в своём имении Круглики (Ефремовский уезд Тульской губернии). Спустя 10 лет он вновь был призван к государственной службе: 1 января 1916 года ему «повелено приcутствовать в Первом Департаменте Правительствующего Сената, c производством в тайные советники и c сохранением получаемой пенcии».
Умер в эмиграции в Берлине 10 ноября 1921 года.

## Награды
- ордена Св. Станислава 1-й ст. (01.04.1901)
- орден Св. Владимира 3-й ст. (18.04.1899)
- орден Св. Анны 2-й ст. (01.01.1893)
- ордена Св. Станислава 2-й ст. (28.12.1887)

## Семья
Жена (с 1878 года) — Эмилия Павловна Зиновьева (02.01.1859 — после 1916), дочь действительного статского советника Павла Васильевича Зиновьева (1818—1871) и княжны Марии Петровны Трубецкой (1824—1913). Выросла в Москве в богатом доме матери близ Поварской. В приданое за ней было дано в Орловской губернии 2400 десятин родовых земель, а также в Ефремовском уезде Тульской губернии 336 десятин благоприобретённых земель. Эмилия Павловна отличалась крайней набожностью и, по словам М. М. Осоргина, «была болезненно рассеяна, но подкупающе добра, а муж её своим честным благожелательным характером вполне соответствовал своей жене, и оба были везде исключительно любимыми». В браке родились две дочери, погибшие во время революции:
- Мария (29.12.1878—25.01.1920).
- Эмилия (01.02.1882—1917).